# Cantón de Belpech
El cantón de Belpech era una división administrativa francesa, que estaba situada en el departamento de Aude y la región de Languedoc-Rosellón.

## Composición
El cantón estaba formado por doce comunas:
- Belpech
- Cahuzac
- Lafage
- Mayreville
- Molandier
- Pech-Luna
- Pécharic-et-le-Py
- Peyrefitte-sur-l'Hers
- Plaigne
- Saint-Amans
- Saint-Sernin
- Villautou

## Supresión del cantón de Belpech
En aplicación del Decreto n.º 2014-204 de 21 de febrero de 2014, el cantón de Belpech fue suprimido el 22 de marzo de 2015 y sus 12 comunas pasaron a formar parte del nuevo cantón de El Cepo de Rasés (de marzo de 2015 a enero de 2016 llamado Cantón de Bram).